# Lopaphus yunnanensis
Lopaphus yunnanensis är en insektsart som först beskrevs av Chen, S.C. och Yun He He 1995.  Lopaphus yunnanensis ingår i släktet Lopaphus och familjen Diapheromeridae. Inga underarter finns listade i Catalogue of Life.